# Dockningsstation

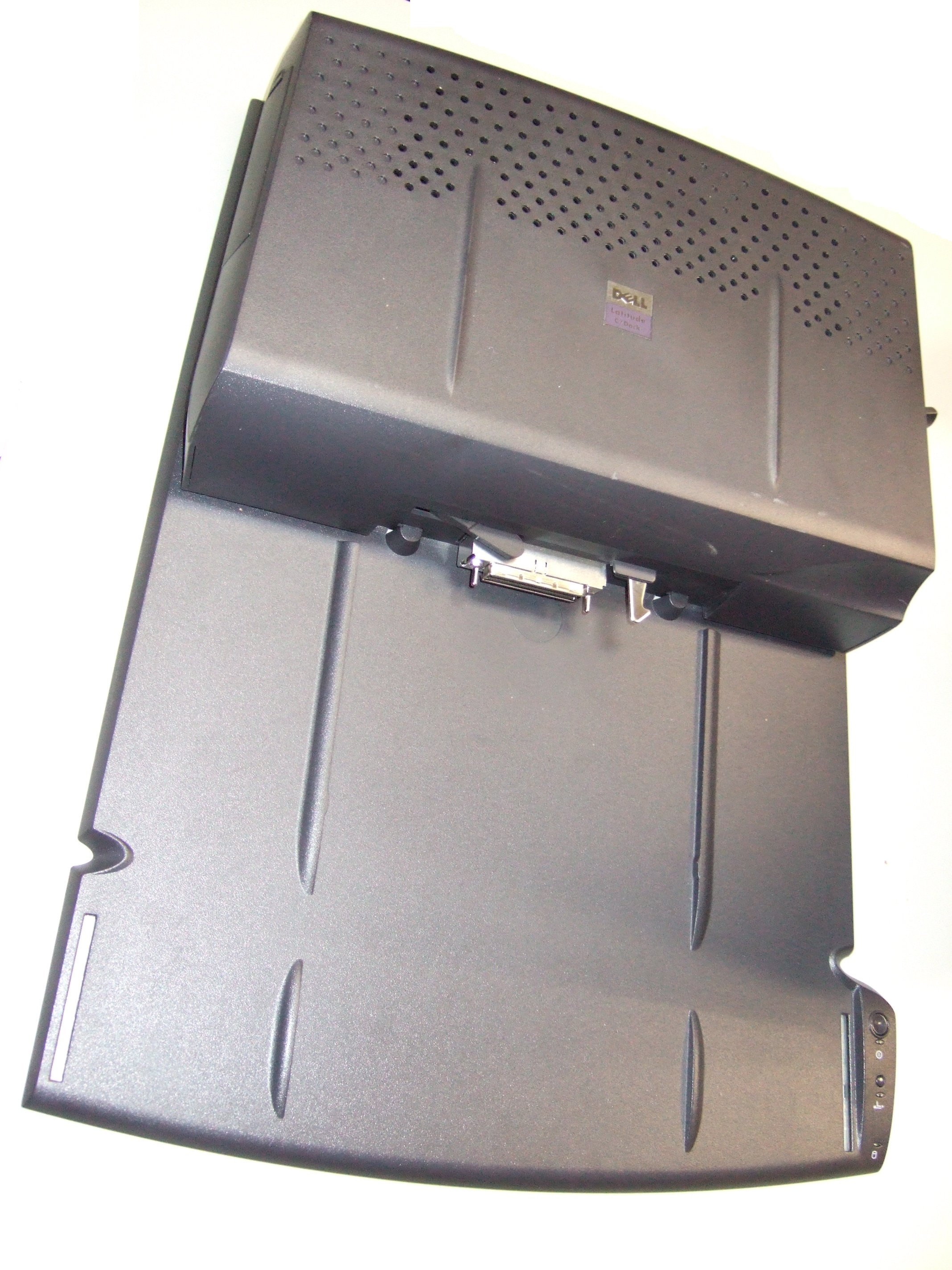
En dockningsstation av märket Dell

Dockningsstation, ibland kallad vagga, är en ställning vilken underlättar hopkoppling av till exempel en digital audiospelare eller handdator med en dator eller ett nätverk. Dockningsstationer används även för att enkelt ansluta bärbara datorer till bland annat strömförsörjning, bildskärmar, tangentbord och nätverk.

## Portreplikator
En portreplikator är ett elektriskt gränssnitt till dator som skapar fler anslutningsmöjligheter än datorn själv erbjuder. De kan likna en dockningsstation, men har ofta ingen egen utrustning medan dockningsstationer kan ha en egen PCI-buss, högtalare med mera.